# Joan Verdalet
|  | Per a altres significats sobre Joan Verdalet, vegeu «Joan Verdalet (fill)». |

Joan Verdalet (Olot, 1632 – Girona, 5 de març del 1691) va ser organista i compositor.

## Biografia
Començà la seva formació musical a Olot, versemblantment a la capella de música de l'església de Sant Esteve, d'on Verdalet n'esdevindria mestre el 1650. En aquest temple coincidí amb l'organista Francisco Batlle Oliva, que el 1625 ho havia estat de la catedral de Girona, i que portà el càrrec olotí del 1627 al 1679. Joan Verdalet amplià els seus estudis amb Jaime Molina, organista de la seu gironina; i per la mort d'aquest l'11 de juny del 1652, fou escollit per ocupar-ne la plaça, que retingué fins al 1685, quan el succeí el seu fill Joan.
És autor de motets, salms, lamentacions i el responsori In festo Nativitatis Domini.
El seu fill Joan també fou organista de la seu gironina, i en la seva època eren anomenats Joan Verdalet Major i Joan Verdalet Menor per a diferenciar-los. Joan Verdalet fill i el seu germà Francesc, administrador del Seminari, van promoure que el 1703 es fes un sepulcre al claustre de la catedral per acollir les despulles dels seus pares i, sembla, les d'ambdós germans.

## Obres
- Cantate Domino (1682), salm a 8 veus en dos cors, i baix continu
- De lamentatione Jeremiae prophetae, lamentació a 4 veus
- In festo Nativitatis Domini (1652), responsori per a representar dramàticament en època nadalenca, per a solo, 3, 4 i 7 veus, amb text en llatí i català
- Magnus Dominus et laudabilis (1652), cant solemne a 4 veus
- Missa a Ministrils (1671), per a vuit veus en tres cors i baix continu
- Tota pulchra, motet a 5 veus

### Obres d'atribució incerta entre els Joan Verdalet pare i fill
- A tan bella flor, cantata
- Cantat Mater
- O vos omnes qui gaudetis, per a cor mixt